# Villa Krehan

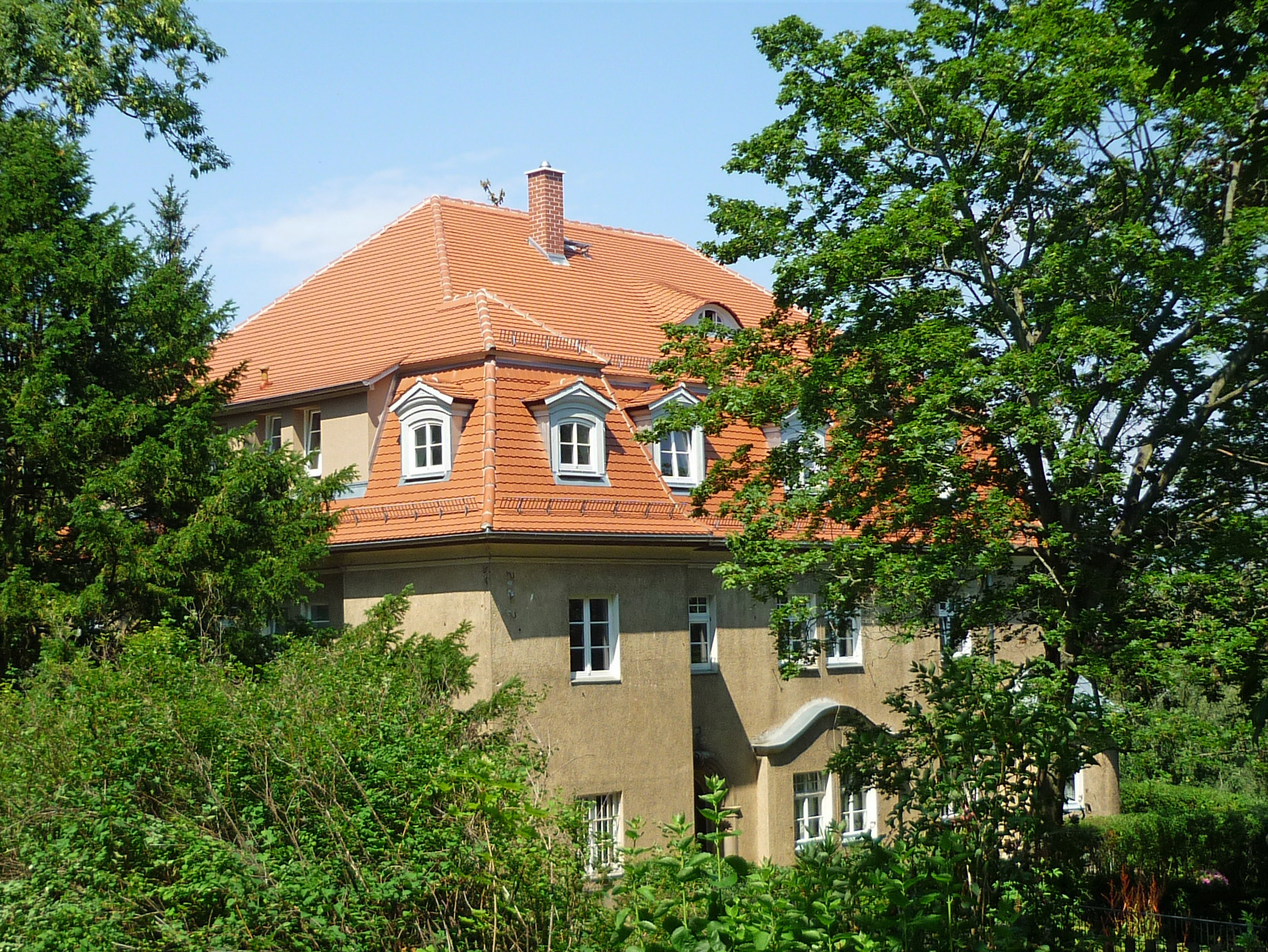
Windmühlenstraße 11 mit Blick von der Humboldtstraße

Die Villa Krehan in der Windmühlenstraße 11 in Weimar wurde für den Hofbuchbinder, Weingroßhändler und Kommerzienrat Arno Krehan (1863–1947) errichtet.

## Bauherr
Krehan heiratete in die Weinhandlung von Hermann Becker ein, womit er in das Weingeschäft einstieg. 1903 machte er sich in der Kaiserin-Augusta-Straße (Steubenstraße) 6 mit einer Weinkellerei und Weingroßhandlung selbstständig. Er betrieb das Geschäft bis 1927. Sein Nachfolger wurde Otto Schulze. Krehan betreute auch jahrelang die Finanzen des Deutschen Schillerbundes, dessen Gründungsmitglied er 1906 gewesen war. Überhaupt war Krehan im Weimarer Kulturbetrieb sehr umtriebig, wie der Dissertation von Justus H. Ulbricht zu entnehmen ist.

## Beschreibung
Die Villa Krehan oder Windmühlenstraße 11 ist 1912 entstanden. Sie ist stilistisch dem Historismus zuzuordnen. Auf dem Gartengelände entstand in den 1930er Jahren ein weiteres Haus. Die Villa Krehan steht als Windmühlenstraße 11 auf der Liste der Kulturdenkmale in Weimar (Einzeldenkmale).
Die Villa besitzt nach der West- und Ostseite jeweils einen turmartigen Eckrisaliten. Auf der Mitte dieser Seiten fällt die geschwungene Fensterverzierung auf. Die darunterliegenden beiden Fenster treten risalitartig aus der Front hervor. Das Dach weist Mansarden auf.
Kerstin Decker bezeichnete den „steingewordene[n] Lebenstraum des Weingroßhändlers und Grundstücksspekulanten Arno Krehan“ als ein – aus Sicht der Nachbarin Elisabeth Förster-Nietzsche – „unsagbar hässliches Haus“.